# روبن دونبار
روبن دونبار (بالإنجليزية: Robin Dunbar)‏ هو أحيائي وأستاذ جامعي وعالم نفس بريطاني، ولد في 28 يونيو 1947 في ليفربول في المملكة المتحدة.يشغل حاليًا منصب رئيس مجموعة أبحاث العلوم العصبية الاجتماعية والتطورية في قسم علم النفس التجريبي في جامعة أكسفورد.في الفترة من 2007 إلى 2012، كان رئيسًا لمعهد الأنثروبولوجيا الإدراكية والتطورية في أكسفورد؛ وقبل ذلك كان أستاذًا في علم الأنثروبولوجيا في كلية لندن الجامعية من 1987 إلى 1994، وأستاذًا في علم النفس التطوري في جامعة ليفربول من 1994 إلى 2007.تخصص دنبار في دراسة سلوك الرئيسيات وفسر نشوء اللغة البشرية كوسيلة للتواصل في مجموعات اجتماعية كبيرة على أنها شكل من أشكال "التواصل الاجتماعي" المماثل لحركة التربيت بين الحيوانات. فهو يرى أن البشر في هذه المجموعات الكبيرة كانوا بحاجة إلى وسيلة فعالة للتواصل والحفاظ على العلاقات الاجتماعية. ويقارن دنبار بين اللغة وبين سلوك موجود عند الرئيسيات الأخرى، مثل القرود، التي تستخدم "التربيت" أو "التنظيف المتبادل" كطريقة للتواصل وبناء الروابط الاجتماعية.
التربيت بين الحيوانات، مثل تنظيف فراء بعضها البعض، ليس مجرد فعل جسدي، بل هو طريقة لبناء الثقة والعلاقات الاجتماعية. وبالنسبة للبشر، اقترح دنبار أن اللغة تطورت لتحل محل هذا السلوك الجسدي، حيث إنها وسيلة أكثر فعالية للتواصل مع عدد أكبر من الأفراد في نفس الوقت، خاصة في المجموعات الكبيرة.
بمعنى آخر، اللغة البشرية قد تكون تطورت كأداة لتوسيع قدرة البشر على التواصل الاجتماعي بنفس الطريقة التي تستخدم بها الحيوانات الرئيسيات التربيت لتعزيز الروابط الاجتماعية.

## وصلات خارجية
- روبن دونبار على موقع IMDb (الإنجليزية)